# Frank Stubblefield

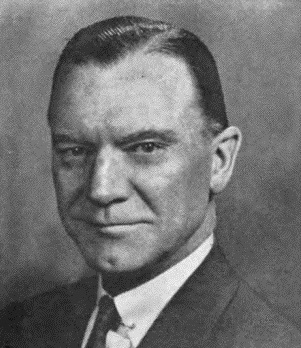
Frank Stubblefield (1971)

Frank Albert Stubblefield (* 5. April 1907 in Murray, Kentucky; † 14. Oktober 1977 ebenda) war ein US-amerikanischer Politiker. Zwischen 1959 und 1974 vertrat er den Bundesstaat Kentucky im US-Repräsentantenhaus.

## Werdegang
Frank Stubblefield besuchte die öffentlichen Schulen seiner Heimat. Im Jahr 1927 studierte er an der University of Arizona. Anschließend absolvierte er im Jahr 1932 die University of Kentucky, an der er Handel studierte. Seit 1933 war Stubblefield als Drogist in Murray tätig.  Zwischen 1939 und 1942 saß er im dortigen Gemeinderat. In der Endphase des Zweiten Weltkrieges diente er in den Jahren 1944 und 1945 als Leutnant in der US Navy. Zwischen 1951 und 1958 war er Mitglied des Eisenbahnausschusses von Kentucky. Politisch schloss er sich der Demokratischen Partei an.
Bei den Kongresswahlen des Jahres 1958 wurde Stubblefield im ersten Wahlbezirk von Kentucky in das US-Repräsentantenhaus in Washington, D.C. gewählt, wo er am 3. Januar 1959 die Nachfolge von Noble Jones Gregory antrat. Nach sieben Wiederwahlen konnte er sein Mandat bis zu seinem Rücktritt am 31. Dezember 1974 ausüben. In diese Zeit fielen der Höhepunkt der Bürgerrechtsbewegung, der Vietnamkrieg und die Watergate-Affäre. Damals wurden auch der 23., der 24. und der 25. Verfassungszusatz ratifiziert.
1974 wurde Stubblefield von seiner Partei nicht mehr für eine weitere Amtszeit nominiert. Er legte sein Mandat vier Tage vor dem Ende der Legislaturperiode am 31. Dezember dieses Jahres nieder. Danach zog er sich in seine Heimatgemeinde Murray zurück, wo er am 14. Oktober 1977 starb.